# 沃尔什矩阵

16阶的沃尔什矩阵与一个向量相乘

自然序的阿达玛矩阵排列成单调变化的阿达玛矩阵。自然序矩阵中每行符号变化的次数为(0、15、7、8、3、12、4、11、1、14、6、9、2、13、5、10)，但是在单调顺序矩阵中，符号变化的次数是单调的

沃尔什矩阵出现在损坏的TIFF图像中

沃尔什矩阵（英語：Walsh matrix）是一个维度为{\displaystyle 2^{n}}的方阵，其中n为自然数。该矩阵由-1和1组成，其所有的行与列都两两正交，即点积为0。这一概念由美国数学家约瑟夫·L·沃尔什于1923年提出，故而得名。在沃尔什矩阵中，每一行都和一个沃尔什函数相对应。
沃尔什矩阵可视为阿达马矩阵的一个特例，自然有序的阿达马矩阵是由递归公式定义的，序列有序的阿达马矩阵是通过重新排列行来形成的，这样一行中的符号变化数就是递增的。
沃尔什矩阵用于计算沃尔什变换，在信号处理操作中的有实际应用。

## 公式
维度为{\displaystyle 2^{k}}（其中{\displaystyle k\in N}）的阿达马矩阵可由递推的方式进行定义：
{\displaystyle {\begin{aligned}H\left(2^{1}\right)&={\begin{bmatrix}1&1\\1&-1\end{bmatrix}},\\H\left(2^{2}\right)&={\begin{bmatrix}1&1&1&1\\1&-1&1&-1\\1&1&-1&-1\\1&-1&-1&1\\\end{bmatrix}},\end{aligned}}}
一般而言
{\displaystyle H\left(2^{k}\right)={\begin{bmatrix}H\left(2^{k-1}\right)&H\left(2^{k-1}\right)\\H\left(2^{k-1}\right)&-H\left(2^{k-1}\right)\end{bmatrix}}=H(2)\otimes H\left(2^{k-1}\right),}
其中{\displaystyle 2\leq k}且{\displaystyle k\in N}，⊗代表克罗内克积。

### 排列
根据符号变化的次数对所有的行进行重新排列。例如：
{\displaystyle H(4)={\begin{bmatrix}1&1&1&1\\1&-1&1&-1\\1&1&-1&-1\\1&-1&-1&1\\\end{bmatrix}}}
每行分别有0、3、1、2次符号变化，因此，我们对这些行进行重排：
{\displaystyle W(4)={\begin{bmatrix}1&1&1&1\\1&1&-1&-1\\1&-1&-1&1\\1&-1&1&-1\\\end{bmatrix}},}
这样，每行都有0、1、2、3次符号变化。

### 沃尔什矩阵的替代形式

#### 顺序排序
沃尔什矩阵的行顺序可以通过阿达马矩阵首先经过位序顛倒排列，然后经过格雷码排列得到：
{\displaystyle W(8)={\begin{bmatrix}1&1&1&1&1&1&1&1\\1&1&1&1&-1&-1&-1&-1\\1&1&-1&-1&-1&-1&1&1\\1&1&-1&-1&1&1&-1&-1\\1&-1&-1&1&1&-1&-1&1\\1&-1&-1&1&-1&1&1&-1\\1&-1&1&-1&-1&1&-1&1\\1&-1&1&-1&1&-1&1&-1\\\end{bmatrix}},}
其中每行分别有0、1、2、3、4、5、6、7次符号改变。